# Robert Burns Fellowship
Die Robert Burns Fellowship wurde 1958 anlässlich des zweihundertsten Geburtstages des schottischen Nationaldichters Robert Burns geschaffen und wird als Neuseelands bedeutendste Fellowship auf dem Gebiet der Literatur angesehen. Die Liste der Preisträger umfasst zahlreiche bedeutende neuseeländische Autoren.
Der Preis wurde von einer anonymen Gruppe geschaffen, man nimmt an, auf Anregung von Charles Brasch. Sie wird jedes Jahr an „Autoren einfallsreicher Literatur, einschließlich Poesie, Schauspiel, Belletristik, Autobiographie, Biographie, Essays und Literaturkritik.“ vergeben.
Die literarische Fellowship ist an der University of Otago in Dunedin angesiedelt und umfasst ein Jahresgehalt, freie Unterkunft und ein Büro in der Universität oder ihrer Nähe für den Autor. In wenigen Fällen wurde sie um ein weiteres Jahr verlängert.
Dunedin ist die neuseeländische Stadt mit dem höchsten Anteil von Einwohnern schottischer Abstammung in Neuseeland. Einer ihrer Gründer war Burns's Neffe Thomas Burns.
Anlässlich des 50. Jahrestages des Preises wurde im Oktober 2008 das Buch Nurse to the imagination: Fifty years of the Robert Burns Fellowship herausgegeben.

## Robert Burns Fellows
- 1959: Ian Cross
- 1960: Maurice Duggan
- 1961: John Caselberg
- 1962: R.A.K. Mason
- 1963: Maurice Shadbolt
- 1964: Maurice Gee
- 1965: Janet Frame
- 1966–1967: James K. Baxter
- 1968: Ruth Dallas
- 1969: Warren Dibble
- 1970: O. E. Middleton
- 1971: Noel Hilliard
- 1972: Ian Wedde
- 1973: Graham Billing
- 1974: Hone Tuwhare
- 1975: Witi Ihimaera
- 1976: Sam Hunt
- 1977: Kerry Hulme und Roger Hall
- 1978: Roger Hall und Peter Olds
- 1979: Michael A Noonan
- 1980: Philip Temple
- 1981–1982: William Sewell
- 1983: Rawiri Paratene
- 1984: Brian Turner
- 1985–1986: Cilla McQueen
- 1987: Robert Lord
- 1988: John Dickson
- 1989: Renée
- 1990: David Eggleton
- 1991: Lynley Hood
- 1992: Owen Marshall
- 1993: Stuart Hoare
- 1994: Christine Johnston
- 1995: Elspeth Sandys
- 1996: Bernadette Hall
- 1997: Paddy Richardson
- 1998: Michael King
- 1999: Michael King und Paula Boock
- 2000: James Norcliffe
- 2001: Jo Randerson
- 2002: Alison Wong
- 2003: Nick Ascroft und Sarah Quigley
- 2004: Katherine Duignan
- 2005: Catherine Chidgey
- 2006: Catherine Chidgey und Dianne Ruth Pettis
- 2007: Laurence Fearnley
- 2008: Sue Wootton
- 2009: Michael Harlow
- 2010: Michele Powles
- 2011: Fiona Farrell
- 2012: Emma Neale
- 2013: David Howard